# Sofia Wiedenroth
Sofia Wiedenroth née le 30 janvier 1995, est une coureuse cycliste allemande. Spécialiste du VTT, elle pratique le cross-country, l'enduro et le cross-country à assistance électrique.

## Palmarès en VTT

### Championnats du monde
- Lillehammer-Hafjell 2012
  -  Médaillée d'argent du cross-country juniors
- Pietermaritzburg 2013
  - 6e du cross-country eliminator
- Lillehammer-Hafjell 2014
  - 11e du cross-country espoirs
  - 16e du cross-country eliminator
- Val di Sole 2021
  -  Médaillée de bronze du cross-country à assistance électrique
- Glasgow 2023
  -  Médaillée d'argent du cross-country à assistance électrique
- Pal Arinsal 2024
  -  Championne du monde de cross-country à assistance électrique

### Championnats du monde universitaire
- 2016
  -  Championne du monde universitaire de cross-country
  -  Championne du monde universitaire de cross-country eliminator

### Coupe du monde
- Coupe du monde de cross-country juniors
  - 2012 : deux podiums
  - 2013 : deux podiums

- Coupe du monde de cross-country à assistance électrique
  - 2021 : 3e du classement général, vainqueur de deux manches
  - 2022 : 2e du classement général, vainqueur d'une manche
  - 2023 : 2e du classement général, vainqueur de deux manches
  - 2024 : 2e du classement général, vainqueur de cinq manches

- Coupe du monde d'enduro à assistance électrique
  - 2023 : 5e du classement général
  - 2024 : 3e du classement général

### Championnats d'Europe
- Moscou 2012
  -  Médaillée de bronze du cross-country juniors
- Berne 2013
  -  Médaillée d'argent du cross-country juniors

### Championnats nationaux
- 2012
  -  Championne d'Allemagne de cross-country juniors
- 2013
  -  Championne d'Allemagne de cross-country juniors
- 2014
  - 3e du cross-country espoirs
- 2015
  -  Championne d'Allemagne de cross-country espoirs
- 2016
  -  Championne d'Allemagne de cross-country espoirs
- 2018
  - 2e de l'enduro
- 2019
  - 3e de l'enduro
- 2023
  -  Championne d'Allemagne de cross-country  à assistance électrique